# John Henry Lefroy
Sir John Henry Lefroy, KCMG, CB, FRS, (28 de janeiro de 1817 – 11 de abril de 1890) foi um militar britânico e mais tarde administrador colonial que também destacou-se com seus estudos científicos sofre o magnetismo terrestre.

## Biografia
Lefroy entrou para a Royal Military Academy de Woolwich, em Londres, em 1831, e tornou-se segundo-tenente da Artilharia Real em 1834. Quando o governo britânico lançou um projeto sob a direção de Edward Sabine para estudar o magnetismo terrestre, ele foi escolhido para criar e supervisionar o observatório, em Santa Helena. Lefroy embarcou, em 25 de setembro de 1839, para Santa Helena, e realizou sua tarefa durante todo o ano seguinte. Em 1842, Lefroy foi enviado para Toronto como o superintendente do novo observatório construído lá como parte desse projeto. Ele imediatamente começou a planejar uma expedição de campo para a região do noroeste do Canadá para medir o magnetismo lá. Com um assistente e uma brigada da Hudson's Bay Company, Lefroy viajou mais de 5000 milhas à noroeste, de maio de 1843 a novembro de 1844, reunindo as medições em mais de 300 estações, em uma tentativa de localizar o Pólo Norte magnético. Eles seguiram pelo rio MacKenzie até chegarem a Fort Good Hope, e visitaram o Fort Simpson no oeste. Em 9 de junho de 1848, Lefroy tornou-se membro da Royal Society.

## Leituras adicionais
- Stanley, G. F. G. (ed.): In search of the magnetic north: a soldier surveyor’s letters from the north-west, 1843–1844; Toronto, 1955. Contains also Lefroy's autobiography, published post-humously by his second wife "for private circulation only", of which an excerpt is available online.